# Censo dos Estados Unidos de 1820
O Censo dos Estados Unidos de 1820 foi o quarto recenseamento realizado nos Estados Unidos. Foi realizado em 7 de agosto de 1820.
O censo de 1820 incluiu seis novos estados: Luisiana, Indiana, Mississippi, Illinois, Alabama e Maine. No entanto, houve uma grande perda de registros do Censo de 1820 para o território do Arkansas, território do Missouri e Nova Jérsia.
A população total foi determinada como sendo 9.638.453, dos quais 1.538.022 eram escravos.

## População por estado
| Ranking | Estado               | População |
| ------- | -------------------- | --------- |
| 01      | Nova Iorque          | 1,372,812 |
| 02      | Pensilvânia          | 1,049,458 |
| 03      | Virgínia             | 938,261   |
| 04      | Carolina do Norte    | 638,829   |
| 05      | Ohio                 | 581,434   |
| 06      | Kentucky             | 564,317   |
| 07      | Massachusetts        | 523,287   |
| 08      | Carolina do Sul      | 502,741   |
| 09      | Tennessee            | 422,813   |
| 10      | Maryland             | 407,350   |
| 11      | Geórgia              | 340,989   |
| 12      | Maine                | 298,335   |
| 13      | Nova Jérsia          | 277,575   |
| 14      | Connecticut          | 275,202   |
| 15      | Nova Hampshire       | 244,161   |
| 16      | Vermont              | 235,764   |
| 17      | Luisiana             | 153,407   |
| 18      | Indiana              | 147,178   |
| X       | Virgínia Ocidental   | 136,808   |
| 19      | Alabama              | 127,901   |
| 20      | Rhode Island         | 83,059    |
| 21      | Mississippi          | 75,448    |
| 22      | Delaware             | 72,749    |
| X       | Missouri             | 66,586    |
| 23      | Illinois             | 55,211    |
| X       | Distrito de Columbia | 23,336    |
| X       | Arkansas             | 14,273    |
| X       | Michigan             | 7,452     |
| X       | Wisconsin            | 1,444     |

## População por cidade
| Ranking | Cidade             | Estado               | População | Região       |
| ------- | ------------------ | -------------------- | --------- | ------------ |
| 01      | Nova Iorque        | Nova Iorque          | 123,706   | Nordeste     |
| 02      | Baltimore          | Maryland             | 78,444    | Sul          |
| 02      | Filadélfia         | Pensilvânia          | 63,802    | Nordeste     |
| 04      | Boston             | Massachusetts        | 43,298    | Nordeste     |
| 05      | Nova Orleães       | Luisiana             | 27,176    | Sul          |
| 06      | Charleston         | Carolina do Sul      | 24,780    | Sul          |
| 07      | Northern Liberties | Pensilvânia          | 19,678    | Nordeste     |
| 08      | Southwark          | Pensilvânia          | 14,713    | Nordeste     |
| 09      | Washington         | Distrito de Columbia | 13,247    | Sul          |
| 10      | Salem              | Massachusetts        | 12,731    | Nordeste     |
| 11      | Albany             | Nova Iorque          | 12,630    | Nordeste     |
| 12      | Richmond           | Virgínia             | 12,067    | Sul          |
| 13      | Providence         | Rhode Island         | 11,767    | Nordeste     |
| 14      | Cincinnati         | Ohio                 | 9,642     | Centro-Oeste |
| 15      | Portland           | Maine                | 8,581     | Nordeste     |
| 16      | Norfolk            | Virgínia             | 8,478     | Sul          |
| 17      | Alexandria         | Distrito de Columbia | 8,218     | Sul          |
| 18      | Savannah           | Geórgia              | 7,523     | Sul          |
| 19      | Georgetown         | Distrito de Columbia | 7,360     | Sul          |
| 20      | Portsmouth         | Nova Hampshire       | 7,327     | Nordeste     |
| 21      | Newport            | Rhode Island         | 7,319     | Nordeste     |
| 22      | Nantucket          | Massachusetts        | 7,266     | Nordeste     |
| 23      | Pittsburgh         | Pensilvânia          | 7,248     | Nordeste     |
| 24      | Brooklyn           | Nova Iorque          | 7,175     | Nordeste     |
| 25      | New Haven          | Connecticut          | 7,147     | Nordeste     |
| 26      | Kensington         | Pensilvânia          | 7,118     | Nordeste     |
| 27      | Newburyport        | Massachusetts        | 6,852     | Nordeste     |
| 28      | Petersburg         | Virgínia             | 6,690     | Sul          |
| 29      | Lancaster          | Pensilvânia          | 6,633     | Nordeste     |
| 30      | Charlestown        | Massachusetts        | 6,591     | Nordeste     |
| 31      | Gloucester         | Massachusetts        | 6,384     | Nordeste     |
| 32      | Marblehead         | Massachusetts        | 5,630     | Nordeste     |
| 33      | Hudson             | Nova Iorque          | 5,310     | Nordeste     |
| 34      | Lexington          | Kentucky             | 5,279     | Sul          |
| 35      | Troy               | Nova Iorque          | 5,264     | Nordeste     |
| 36      | Hartford           | Connecticut          | 4,726     | Nordeste     |
| 37      | Middleborough      | Massachusetts        | 4,687     | Nordeste     |
| 38      | Taunton            | Massachusetts        | 4,520     | Nordeste     |
| 39      | Lynn               | Massachusetts        | 4,515     | Nordeste     |
| 40      | Plymouth           | Massachusetts        | 4,348     | Nordeste     |
| 41      | Reading            | Pensilvânia          | 4,332     | Nordeste     |
| 42      | Beverly            | Massachusetts        | 4,283     | Nordeste     |
| 43      | Roxbury            | Massachusetts        | 4,135     | Nordeste     |
| 44      | Louisville         | Kentucky             | 4,012     | Sul          |
| 45      | New Bedford        | Massachusetts        | 3,947     | Nordeste     |
| 46      | Trenton            | Nova Jérsia          | 3,942     | Nordeste     |
| 47      | Schenectady        | Nova Iorque          | 3,939     | Nordeste     |
| 48      | New Bern           | Carolina do Norte    | 3,663     | Sul          |
| 49      | Frederick          | Maryland             | 3,640     | Sul          |
| 50      | York               | Pensilvânia          | 3,545     | Nordeste     |
| 51      | Fayetteville       | Carolina do Norte    | 3,532     | Sul          |
| 52      | Elizabeth          | Nova Jérsia          | 3,515     | Nordeste     |
| 53      | Spring Garden      | Pensilvânia          | 3,498     | Nordeste     |
| 54      | New London         | Connecticut          | 3,330     | Nordeste     |
| 55      | Harrisburg         | Pensilvânia          | 2,990     | Nordeste     |
| 56      | Norwich            | Connecticut          | 2,983     | Nordeste     |
| 57      | Utica              | Nova Iorque          | 2,972     | Nordeste     |
| 58      | Carlisle           | Pensilvânia          | 2,908     | Nordeste     |
| 59      | Raleigh            | Carolina do Norte    | 2,674     | Sul          |
| 60      | Hagerstown         | Maryland             | 2,670     | Sul          |
| 61      | Wilmington         | Carolina do Norte    | 2,633     | Sul          |
| 62      | Middletown         | Connecticut          | 2,618     | Nordeste     |